# Lars Stöckl
Lars Stöckl (* 13. November 2006 in Wien) ist ein österreichischer Fußballspieler.

## Karriere

### Verein
Stöckl begann seine Karriere beim SC Red Star Penzing. Im Februar 2016 wechselte er zum First Vienna FC. Zur Saison 2018/19 wechselte er zum FK Austria Wien, bei dem er ab der Saison 2020/21 auch sämtliche Altersstufen in der Akademie durchlief. Zur Saison 2023/24 rückte er in den Kader der Amateure der Wiener. Für diese gab er im Juli 2023 sein Debüt in der Regionalliga Ost. In seiner ersten Spielzeit kam er zu 24 Einsätzen in der dritthöchsten Spielklasse. In der Saison 2024/25 absolvierte er 26 Spiele, mit den Young Violets stieg er in die 2. Liga auf.
Nach dem Aufstieg wurde Stöckl zur Saison 2025/26 an den Zweitligisten SV Stripfing verliehen. Sein Debüt in der 2. Liga gab er im August 2025, als er am ersten Spieltag jener Saison gegen den First Vienna FC in der Startelf stand.

### Nationalmannschaft
Stöckl spielte im September 2021 erstmals für eine österreichische Jugendnationalauswahl. Im September 2022 debütierte er gegen Dänemark im U-17-Team, für das er sechsmal auflief. Zwischen September 2023 und März 2024 kam er zu acht Einsätzen in der U-18-Mannschaft.